# Francoske in indijanske vojne
Francoske in indijske vojne (tudi medkolonialne vojne) je skupina štirih vojn, ki so potekale na ozemlju Severne Amerike med glavnimi kolonizacijskimi državami (Združeno kraljestvo, Francija, Španija in Nizozemska), prebivalci kolonij in severnoameriškimi domorodci.
Vse štiri vojne so bile posledica vojn, ki so se odvijale na evropskem ozemlju, nakar so se sovražnosti preselile tudi v kolonije.

## Seznam
| Leta        | Severnoameriška vojna                                | Evropska vojna                                         | Sporazum                |
| ----------- | ---------------------------------------------------- | ------------------------------------------------------ | ----------------------- |
| 1689 – 1697 | Vojna kralja Williama 1. medkolonialna vojna         | Devetletna vojna vojna augsburške lige                 | Sporazum v Ryswicku     |
| 1702 – 1713 | Vojna kraljice Ane 2. medkolonialna vojna            | Španska nasledstvena vojna                             | Utrechtski mir          |
| 1744 – 1748 | Vojna kralja Jurija 3. medkolonialna vojna           | Vojna Jenkinsovega ušesa Avstrijska nasledstvena vojna | Aachenski mir (1748)    |
| 1754 – 1763 | Francoska in indijanska vojna 4. medkolonialna vojna | Sedemletna vojna                                       | Pariški sporazum (1763) |